# Orquesta Sinfónica Académica de San Petersburgo
La Orquesta Sinfónica Académica de San Petersburgo (en ruso: Академический симфонический оркестр Санкт-Петербургской филармонии) es una de las dos orquestas pertenecientes a la Filarmónica de San Petersburgo. La otra es la más famosa Orquesta Filarmónica de San Petersburgo, fundada en el siglo XIX.
La Orquesta Sinfónica Académica de San Petersburgo se fundó en 1931, con el nombre Orquesta de la Radio de Leningrado. En 1953, pasó a formar parte de la Filarmónica de San Petersburgo.
Karl Eliasberg fue su director musical desde 1942, y Aleksandr Dmitriyev lo ha sido desde 1977.